# Jeudi gras
Le Jeudi gras est un jour de festin traditionnel ayant lieu le dernier jeudi avant le premier jour du Carême, soit six jours avant le mercredi des Cendres et 52 jours avant le dimanche de Pâques. 
Ce jour est célébré tout particulièrement en Belgique, en Suisse (où c'est un jour férié dans certains cantons), en Grèce, en Pologne, en Espagne, en Italie, en Allemagne, au Liban...

## Célébration

### Liban
Le Jeudi gras est surtout célébré chez les maronites, et avant le lundi des cendres, ce Jeudi gras est un grand jour et se nomme le khamiss assakara (jeudi des ivres) au lieu de khamiss ezzakara (jeudi du souvenir) déformation linguistique au fil du temps ! Car cette semaine est consacrée, en entier, pour prier en mémoire de tous les défunts parents amis connaissances personnes consacrées etc. Ainsi chez les maronites les familles et amis se retrouvent ce Jeudi gras en fin d'après-midi et en soirée autour d'une table remplie de mezzés Libanais pour faire le festin, manger et boire (de l'Arak libanais en général) ! Ainsi que le dimanche précédant le Carême (ahad el marfaa), Dimanche de la levée, pour déguster de grands plats gras de la bonne cuisine libanaise, car dans leurs traditions ils ne mangent plus de viandes durant le Carême, car les plats à la viande sont considérés comme un luxe. alors qu'en France le Mardi gras est davantage fêté.

### France
Cependant, on trouve dans les traditions de provinces françaises des fêtes pour le Jeudi gras, comme en Picardie où l'on fêtait Jeudi Jeudyou (ou Jeudi Jeudiot), les enfants allant de porte en porte dans les villages, tel qu'à Halloween mais en entonnant alors comme chant de cette autre quête,
| en français : Jeudi jeudyou est arrivé, les écoliers sont décidés. Mettez de l'argent dans nos mains et des œufs dans nos paniers, nous prierons Dieu pour la maison, bénédiction ! |  | en picard : Jeudi jeudyou est t'arrivé, les z'écoyés sont décidés. Méti d'l'argint da nos mins et pi des z'us da nos péniés, nous prirons Diu pour la moéson, bénédiksyon ! |

### Pologne
Lors du Jeudi gras (Tłusty czwartek en polonais), les Polonais dégustent souvent des beignets (les pączki) fourrés à la confiture de pétales de roses.

### Historique
Au XVIIIe siècle, ce jour-là :

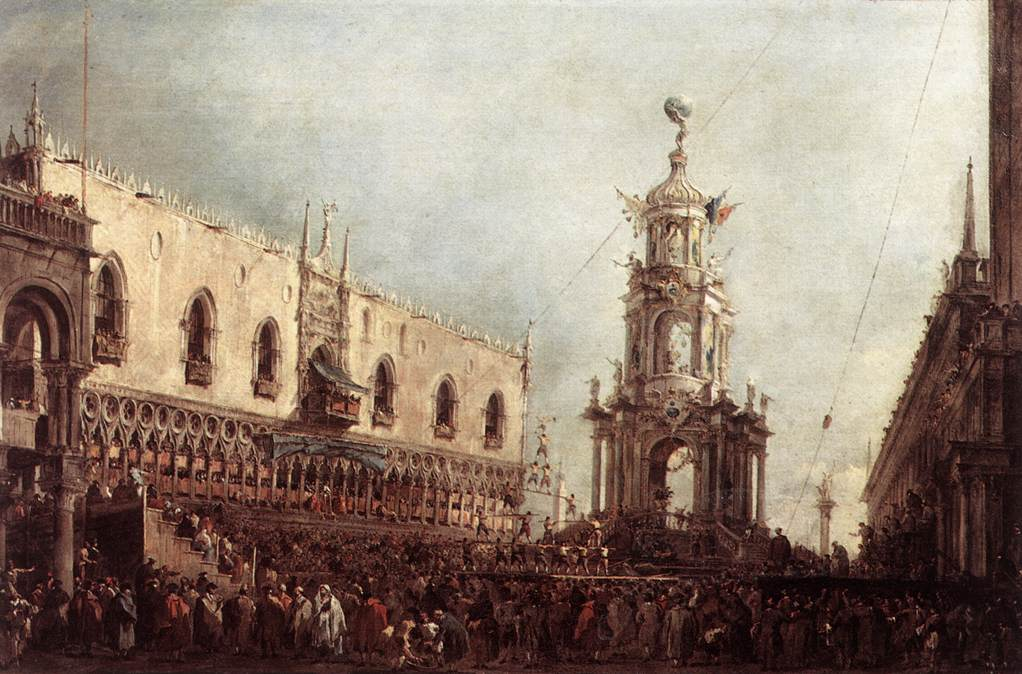
Le Doge de Venise assiste aux fêtes du Jeudi Gras sur la Piazzetta
(Francesco Guardi, 1766-1770,
Musée du Louvre, Paris)

- défilait à Paris le cortège traditionnel du Bœuf Gras, un des fleurons du carnaval de la ville[5] ;
- une fête se tenait sur la place Saint Marc à Venise, célébrant en plus peu à peu une victoire en 1164 du patriarche de Grado sur celui d'Aquilée. La manifestation est représentée par Gabriele Bella d'après un tableau de Francesco Guardi (illustration ci-contre), dans un autre tableau plus tardif lui-même réalisé avant 1782 et conservé à la Pinacothèque Querini-Stampalia. C'était l'occasion de joutes entre quartiers et on pouvait y voir des funambules et autres pyramides humaines[6].